# كلية الهندسة (جامعة الإسكندرية)

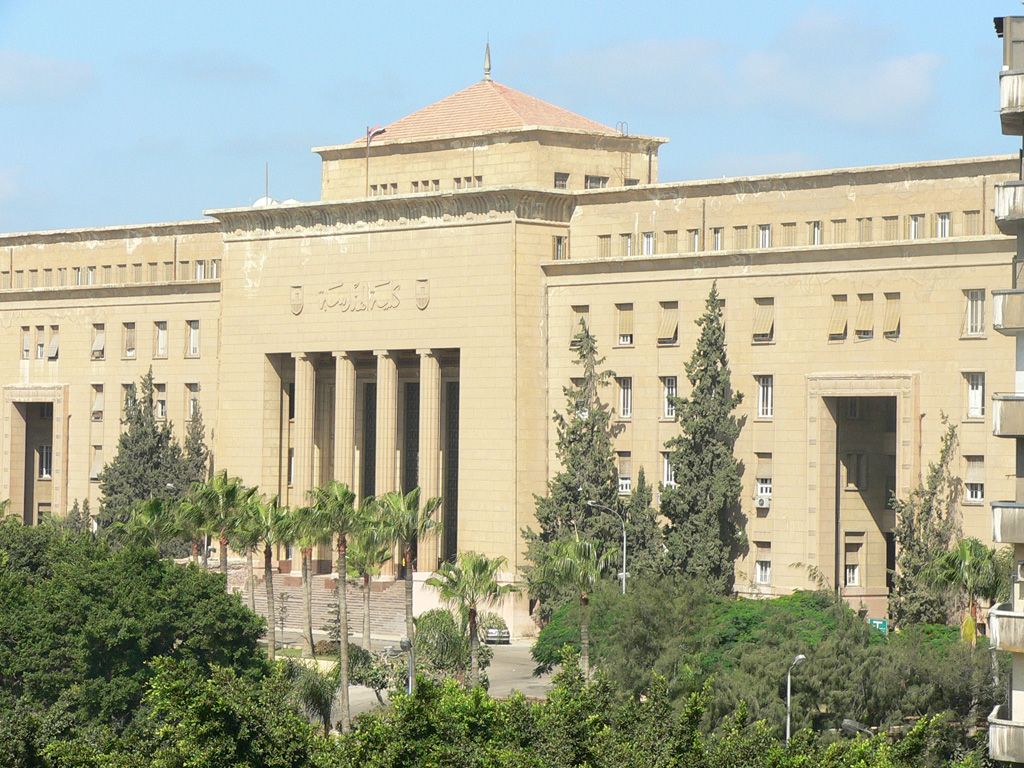
كلية الهندسة، مبنى الإدارة

أنشأت كلية الهندسة بجامعة الملك فؤاد الأول (القاهرة) في بداية العام الجامعي 1941 - 1942 فرعا لها في الإسكندرية للدراسة بالسنة الإعدادية وذلك في مبنى مدرسة الفنون والصناعات بالشاطبي وفي العام التالي صدر قانون بإنشاء جامعة فاروق الأول وأصبح هذا الفرع بداية لكلية الهندسة.
بدأت الدراسة في الكلية في العام 1942 - 1943 للسنة الإعدادية والسنة الأولى بعدد من الطلاب قدره 169 طالبا لم يكن بينهم طالبات وتتابع إنشاء الأقسام العلمية بالكلية فأنشئت أقسام العمارة الهندسية والمدنية والهندسة الميكانيكية والكهربية وتخرجت أول دفعة في نهاية العام الجامعي 1945-1946 مكونة من 50 طالب بكالوريوس وطالب واحد دراسات عليا.

## الموقع
تقع بمدينة الإسكندرية وتتبع إداريا لقسم شرطة باب شرقي. توجد أمام مستشفى «جمال عبد الناصر» على طريق الحرية أو شارع «أبوقير» كما يسميه السكندريون، وتناظرها بمحطات الترام.

## أقسام الكلية
تحتوى على الأقسام التالية:
- قسم الهندسة المعمارية
- قسم الهندسة المدنية
- قسم الهندسة الكهربائية
- قسم الهندسة الميكانيكية
- قسم هندسة الإنتاج
- قسم هندسة الغزل والنسيج
- قسم هندسة الحاسب والنظم
- قسم الهندسة الكيميائية
- قسم الهندسة النووية والإشعاعية (الوحيد بالجامعات الحكومية المصرية)
- قسم الهندسة البحرية وعمارة السفن (يوجد نفس القسم في جامعة قناة السويس ببورسعيد)
- قسم الرياضيات والفيزياء الهندسية (وهو قسم غير دراسي، ينتسب إليه فقط أعضاء هيئة التدريس لمواد الرياضيات والفيزياء والميكانيكا)

بالإضافة إلى الأقسام المتخصصة التي بدأت منذ عام 2007
- قسم الهندسة الكهروميكانيكية.
- قسم هندسـة وعلوم المواد.
- قسم الغاز والبتروكيماويات.
- قسم هندسه الحاسب الآلى والاتصالات.
- قسم هندسه منصات البترول البحريه وحمايه الشواطئ.
- قسم الهندسة الطبيه الحيوية

## نظام الدراسة
تتبع الكلية نظام الفصلين الدراسيين ومدة الدراسة لنيل درجة بكالوريوس الهندسة أربعة سنوات بالإضافة إلى سنة إعدادية تسبق الأربع سنوات ومدة كل فصل 15 أسبوعاً. الأقسام المتخصصة تتبع نظام الساعات المعتمدة.
تمنح الكلية درجات البكالوريوس في التخصصات السابق ذكرها، كما تمنح درجات الدراسات العليا التالية:
- دبلوم الدراسات العليا.
- دبلوم الدراسات المهنية.
- ماجستير الهندسة.
- ماجستير العلوم في الهندسة.
- دكتوراه الفلسفة في الهندسة.

بالنسبة لطلاب البكالوريوس، الدراسة بنظام الانتظام لمدة خمسة سنوات دراسية (10 فصول دراسية) منها سنة إعدادية يتم بعدها اختيار التخصصات المختلفة، أما الدراسات العليا فتتم بنظام الساعات المعتمدة بحيث تقرر عدد ساعات لكل برنامج دراسي.

## مباني الكلية
تضم الكلية مجموعة من المباني بعضها يرجع إلى تاريخ إنشاء الكلية في الأربعينات من القرن العشرين وقد صممت على طراز المعابد الفرعونية وهذه المباني هي:
- مبنى الإدارة: وهو ذلك المبنى الشهير الذي يظهر للمارّين من طريق الحرية (الصورة بأعلى المقال) والذي تزينه كلمة: كلية الهندسة، ويضم المكاتب الإدارية ومكاتب العميد والوكلاء وشئون الطلاب وقسم الهندسة المعمارية.[1]
- مبنى إعدادي: وهو مبنى كبير يمكن رؤيته من الشارع الجانبي للكلية والذي يواجه كلية النصر للبنات EGC، ويضم عدد من المدرجات والفصول الدراسية بالإضافة إلى صالات الرسم الهندسي والهندسة الوصفية ومعامل الفيزياء والكيمياء ومعامل الحاسب الآلي. كما يضم أقسام الهندسة الكيميائية والهندسة المدنية وقسم الرياضيات والفيزياء.
- مبنى ورش الإنتاج: وهو يضم ورش الخراطة والسباكة والحدادة واللحام والقياس ومعمل للحاسب الآلي كما يضم إدارة قسم الإنتاج. ويوجد أيضا مبنى ورشة النجارة ويقع فيه قسم الهندسة الصناعية (قسم فرعي داخل قسم هندسة الإنتاج).
- مبنى ورش الكهرباء: وهو يضم ورش الآلات الكهربائية.

ويوجد مبان أخرى تم إنشاءها في الستينات على نفس الطراز الفرعوني وهي:
- مبنى الأقسام الميكانيكية: وهو يضم إدارة أقسام الهندسة الميكانيكية والبحرية وعدة مدرجات وفصول دراسية، وكذلك يضم معامل الهندسة الميكانيكا والبحرية والمدنية ومكتبة الأقسام الميكانيكية، ومكتبة الدوريات العلمية.
- مبنى قسم الغزل والنسيج: ويضم إدارة ومدرجات ومعامل القسم.

وأخيرا يوجد مبان أخرى أحدث لم تلتزم بنفس الطابع الفرعوني، وهي:
- مبنى كهرباء: ويضم أقسام الكهرباء والنووية والآلات الحاسبة كما يوجد فيه مدرجات كبيرة مخصصة لطلاب الفرقة الإعدادية، ومعامل الحاسب الآلي والمكتبة الرئيسية للكلية ومعامل الكهرباء والنووية.
- مبنى الأنشطة الطلابية: ويضم مقر اتحاد الطلاب وموظفي إدارة رعاية الشباب.
- مبنى المكتبة المركزية: ويوجد امام الباب الجانبى لمبنى ورش الإنتاج

بالإضافة إلى المباني السابق ذكرها يوجد مبنى جديد يتم انشاؤه حاليا في جزء من ملاعب الكلية.

## اتحاد الطلاب
اتحاد الطلاب ومقره مبنى اتحاد الطلاب الذي يقع بين مبنى ورش قسم هندسة الإنتاج ومبني الأقسام الميكانيكية وقد تم بناؤه بالكامل على نفقة اتحاد طلاب الكلية مع تبرعات من بعض الشركات في أوائل السبعينات من القرن الماضى في عهد رئيس اتحاد الطلاب وقتها المهندس مدحت الحلوانى.
و يضم عدة لجان منها:-
- لجنة الأسر.
- لجنة النشاط الرياضي.
- لجنة النشاط الثقافي.
- اللجنة الفنية.
- لجنة النشاط الاجتماعي والرحلات.
- لجنة الجوالة والخدمة العامة.
- اللجنة العلمية والتكنولوجية (و التي أضيفت في اللائحة العامة للكلية منذ عام 2008).

ومع قيام ثورة 25 يناير 2011 ، ومع تقديم اتحاد الطلاب استقالته، تم انتخاب أول اتحاد طلاب بعد الثورة في 9 أبريل 2011.
اخر رؤساء  ونواب لاتحاد الطلاب :
عام 2022\2023 : إبراهيم التعلبي ( رئيس ) و محمد بدوي ( نائب ) 
عام 2021\2022 : هيثم أشرف ( رئيس ) و عاصم رأفت ( نائب )
عام 2020\2021 : محمد النكلاوي ( رئيس ) و هيثم أشرف (نائب )
عام 2019\2020 : محمد سعيد ( رئيس ) و محمد غنيم ( نائب )
عام 2018\2019 : محمد قبيصي ( رئيس ) و أحمد عبد الحليم ( نائب )
عام 2017\2018 : باسل ياسر ( رئيس ) و عبد الله الضبع ( نائب )

## لجنة الأسر
تتميز لجنة الأسر بأنها اللجنة الوحيدة التي يمكن أن تمارس جميع الأنشطة من خلالها كالأتي:
1-النشاط الاجتماعي:
- زيارة دور الأيتام.
- الإفطار الرمضاني.
- حملات تبرع لصالح الأطفال المرضى والمستشفيات.
- حملة للتبرع بشيكات الدم.
- تنظيم دورات تدريبية في مختلف المجالات.
- إقامة معارض خيرية.
- زيارات علمية.
- رحلات طويلة وقصيرة.
- دوري شطرنج.
- مسابقة الطالب المثالي والطالبة المثالية.

2- النشاط الرياضي:
- الاشتراك في الدورات والبطولات التي تنظمها الجامعة.
- لقاءات رياضية بين أسر الكلية في ألعاب [ كرة القدم - كرة سلة - كرة يد - كرة طائرة - تنس طاولة - سرعة... ].
- دورة رمضانية.
- مهرجان كلية التربية الرياضية.
- مهرجان اتحاد طلاب الجامعة.

3- النشاط الثقافي:
- مسابقات ثقافية ودينية بين الأسر.
- تنظيم ندوات ثقافية وعلمية.
- مسابقة الأسكندرية عاصمة الثقافة الإسلامية.

4- النشاط الفني:
- إقامة حفلات فنية.
- الاشتراك في معاض الفنون التشكيلية بالجامعة.

## لجنة النشاط الرياضي
- دورة رمضانية في ألعاب [ كرة القدم - كرة سلة - تنس طاولة ]
- الاشتراك في دوري وبطولات الجامعة.
- دورات تنشيطية لجميع الألعاب.
- بطولة القوة ومصارعة الزراعين.
- دوري الأقسام [ كرة القدم - كرة سلة - تنس طاولة ]
- الدورة الهندسية على مستوى الجمهورية.
- دوري القطاعات على مستوى الجمهورية.
- الأيام والمهرجانات الرياضية لأقسام الكلية.
- نشاط حر بملاعب الكلية.
- مهرجان يوم هندسة.

الملاعب الرياضية بالكلية
ملاعب كرة القدم - ملاعب كرة السلة - ملاعب كرة اليد - ملاعب الكرة الطائرة - ملاعب التنس الأرضي

## لجنة النشاط الثقافي
- الاشتراك في المسابقات الثقافية والدينية على مستوى الجامعة والجمهورية.
- استخراج كارنيهات مكتبة الأسكندرية.
- مسابقة المعارف والعلوم وتشمل أسئلة في جميع المجالات الثقافية والرياضية والفنية والدينية و... إلخ
- مهرجان هندسة الثقافي الأول ويضمل 13 كلية من كليات الجامعة.
- مسابقة المقال والقصة القصيرة لتشجيع الطلاب على الإنتاج الأدبي وحثهم على الإطلاع.
- مسابقة من سيربح المسطرة [ أسئلة تدريجية على مستويات ].
- مسابقات دينية في حفظ القرآن الكريم والحديث الشريف.
- مسابقة دوري المعلومات.
- صالون ألوان الثقافي إنشاء 2012

## اللجنة الفنية
الفن غذاء الروح والنشاط الفني يصقل مواهب الطالب وتنمية قدراته العقلية

### معرض الفنون التشكيلية
- إقامة المعرض الفني لطلاب الكلية من الأعمال المتميزة في التصوير الزيتي - الرسم بالفحم والرصاص - الأعمال الفنية (النحت - الأركت - كاريكاتير - الخط العربي - المشغولات الفنية).

### جماعة الموسيقى والكورال
- تدريب الطلاب في مجالات الموسيقى والكورال واكتشاف المواهب الفردية في العزف والغناء ومن أشهر خريجي الكلية الفنان إيمان البحر درويش والملحن الموسيقار حمدي صديق وكلاهما خريجين من قسم الهندسة المدنية دفعة 1981.

### التمثيل المسرحي
- تنمية المواهب الفنية والمسرحية بين الطلاب الموهوبين عن طريق اشتراك الطالب في جماعة المسرح لعمل إسكتشات فكاهية على مدار العام.

حفل ختام النشاط

## لجنة الجوالة والخدمة العامة
وهي لجنة معنية ببناء الإنسان وتدريبه علي الاندماج في أي مجتمع قد يصادفه في حياته المقبلة مع التأكيد علي أهمية مشاركة الفرد في العمل الخدمي الجماعي من خلال مبادئ الكشافة العالمية، ومن أهم أنشطتها:
·        معسكر الانضمام السنوي داخل الكلية لتعريف الطلاب بنشاط الجوالة.
·        معسكر الاختيار السنوي بأي من المعسكرات الكشفية بالإسكندرية وهو يعقب الأول بعد فترة تدريب بسيطة على المهارات وقيم الجوالة وحياة الخلاء لاختيار من يصلح للانضمام للفريق.
·        رحلات قصيرة خلال العطلة الأسبوعية أثناء العام الدراسى للترويح وزيارة الفرق الكشفية بالجامعات المختلفة في مصرمع التعريف بمدن بلادنا المختلفة.
·        تنظيم معسكرات وأفواج لتقديم الخدمات للمناطق الفقيرة أو المتضررة أو للمشاركة في تنمية وعي السكان بالقيم الحضارية مثل النظافة العامة مثلاً.
·        الاشتراك خلال الإجازة الصيفية في وفد جامعة الإسكندرية المشارك في مسابقة جامعات مصــر ســنوياً لاختيار الجامعة الأولي في أنشطة الجوالة (الكشفية والاجتماعية والرياضية والثقافية وحفلات السمر الفنية الترفيهية والخدمة العامة والطهي الخلوي).
·        الاشتراك خلال الإجازة الصيفية في تمثيل الكلية في المسابقة السنوية لفرق الجوالة لجميع كليات الهندسة في مصر للتعارف وتبادل الخبرات والتسابق لاختيار الكلية صاحبة أفضل وفد قام بتمثيل جامعته.
·        الاشتراك في بناء وهدم الخيام الخاصة بمعسكر جامعة الإسكندرية الصيفى الترفيهى الشهير بقرية باغوش (تقع قبل مرسى مطروح بحوالي 50 كيلومتر علي الطريق الساحلي الدولي) في بداية ونهاية المعسكر مع الاشتراك في الأفواج المختلفة من بدايته لنهايته.  

## أكبر الأنشطة الطلابية
- المنظمة الدولية لمهندسي الكهرباء والإلكترونيات جمعية مهندسي الكهرباء والإلكترونيات
- مسابقة تصميم الروبوت.
- البرنامج العالمي الطلاب في المشاريع الحرة [ Students In Free Enterprise [ S.I.F.E.
- مؤتمر التعريف بالكلية لطلاب اعدادى الجدد [Welcome To Engineers'world -'SMU' Start Menu Union ]
- أكاديمية رواد الحضارة.
- مسابقة الكوبرى الهندسية (Engineering Bridge Competition).

## الخدمات الجامعية

### المكتبات
- تشمل الكلية على عددا من المكتبات في كل مبنى من مباني الكلية مجهزا بكافة الإمكانيات التي تتيح لمرتادي المكتبات من أعضاء هيئة التدريس أو طلاب الدراسات العليا وتحتوى مكتبات الكلية على أكثر من 65000 مرجع التي تغطي كل المجالات ويتم تزويدها سنويا بمراجع حديثة.
- تضم الكلية أربعة مكتبات أساسية:

مكتبة رئيسية:
- للأقسام الكهربية والعلوم الرياضية (توجد بمبنى كهرباء الدور الخامس).
- للأقسام المدنية (توجد بمبنى كهرباء الدور الخامس).
- للأقسام الميكانيكية (توجد بمبنى ميكانيكيا الدور الرابع).
- للدوريات العلمية لجميع الأقسام العملية (توجد بمبنى ميكانيكيا الدور الثالث).

بالإضافة إلى خمسة مكتبات متخصصة، مكتبه قسم:
- الهندسة المعمارية وتوجد بمبنى الإدارة الدور الرابع.
- مكتبة قسم الهندسة النووية وتوجد بمبنى الكهرباء الدور الخامس.
- مكتبه قسم الهندسة الكيميائية وتوجد بمبنى الإدارة الدور الأول.
- مكتبة قسم الحاسب والتحكم الآلى وتوجد بمبنى الإدارة الدور الثاني.
- مكتبه قسم الهندسة البحرية وعمارة السفن وتوجد بقسم الهندسة البحرية وعمارة السفن الدور الثالث بمبنى الميكانيكيا.

بالإضافة إلى مركز الحاسب الآلى للمكتبات الذي يقوم بتوفير خدمة البحث والاسترجاع لبيانات الكتب والرسائل العلمية.

### المعامل والورش
- يوجد بالكلية ورش متعدده لاعمال النجارة والسباكه واللحام والتشغيل بالإضافة للمعامل المتطوره ومعامل الحاسب الآلى وتقع معامل الفيزياء والكيمياء بمبنى إعدادي كما يحتوى قسم هندسه الإنتاج على الورش المختلفة.

### مكتب البريد
- تيسيرا على أعضاء هيئه التدريس والعاملين والطلاب يوجد بالكلية مكتب بريد متكامل يقدم كافه الخدمات البريديه، ويقع المكتب في الجهة الشرقية من الدور الأرضي بمبنى الإدارة.

## خريجون
- حسب الله الكفراوي وزير الإسكان والتعمير الأسبق.
- يحيى المشد عالم الذرة المصري الشهير الذي اغتاله الموساد في فرنسا.
- يسري الجمل وزير التربية والتعليم الأسبق.
- رشيد محمد رشيد رجل الأعمال ووزير الصناعة الأسبق.
- محمد فرج عامر رجل الأعمال ورئيس نادي سموحة.
- د هشام المنجي استاذ مساعد كلية الهندسة قسم كمبيوتر.

## وصلات خارجية
- الموقع الرسمي
- الصفحة الرسمية لإتحاد طلاب هندسة الإسكندرية